# 班努尔
班努尔（Bannur），是印度卡纳塔克邦Mysore县的一个城镇。总人口23190（2001年）。

## 人口
该地2001年总人口23190人，其中男性11773人，女性11417人；0—6岁人口2570人，其中男1363人，女1207人；识字率58.64%，其中男性为62.94%，女性为54.21%。